# Tour du Suquet
La tour du Suquet est un vestige des fortifications, datant du XIe siècle et protégé des monuments historiques, situé dans la ville de Cannes, en France.

## Historique
Au Moyen Âge, le pouvoir des comtes de Provence s'appuie sur les fortifications qui servent autant à se garantir d'attaques venues de la mer qu'à montrer sa puissance aux populations et à la noblesse locale, peu enclines à accepter l'ordre féodal. Parmi ces places fortes, se trouve, au sommet de la colline du Suquet, un Castellum Marcellini (« château de Marcellin »). Guillaume Ier le Libérateur, après sa reprise en main du comté de Provence, donne, en 960, ce qui n'était encore qu'un très modeste castrum à Rodoard, chef d'une branche de la puissante famille de la maison de Grasse, avec le fief d'Antibes dont Cannes fait partie, en récompense de sa fidélité.
Vers l'an 1030, Guillaume-Gruette, fils aîné de Rodoard, entre dans les ordres et cède une partie de ses terres à l'abbaye de Lérins. L'acte de donation est en même temps l'acte de création du territoire qui deviendra la commune de Cannes. Il fait mention d'un château sur la colline du Suquet, au centre d'une nouvelle agglomération qui se développe,,.
Vers 1080, l'abbé de Lérins Aldebert II entreprend la construction de la grande tour du Suquet pour mettre le site à l'abri des attaques des corsaires et des sarrasins. En 1131, la donation est confirmée par le comte de Provence, acte que le pape scellera lui-même. « Le Comte déclare notre cité libre et exempte de toutes charges. Elle est devenue une terre « franche ». Cela veut dire qu'elle n'a pas à payer les taxes ni les impôts comtaux… elle paiera les autres. ». Un système de signalisation par des feux entre la tour du monastère fortifié de l'abbaye de Lérins et celle du Suquet est installé en 1327. La tour du Suquet n'est terminée que trois siècles plus tard en 1365 par l'abbé Jean de Thornafort. Avec ses vingt deux mètres de hauteur, elle permet de surveiller la rade de Cannes.
En 1178, le Castellum Marcellini prend l'appellation de Castellum Francum (château franc). On voit se développer un véritable habitat féodal avec un château, des maisons, un hôpital, des églises dont Notre-Dame-du-Puy qui, après la construction de Notre-Dame-d'Espérance, deviendra la chapelle Sainte-Anne. Ce site constitue dès lors un castrum, c'est-à-dire un village fortifié, groupé autour du château (aujourd'hui musée de la Castre).
En 1447, les habitants se constituent en commune libre pour échapper à l'emprise des abbés de Lérins. Aux XVIIIe et XIXe siècles, des travaux d'assainissement et de voirie conduisent à la destruction d'une partie des remparts pour permettre le percement de la route d'Italie, l'actuelle rue Georges-Clemenceau, et de la rue du Mont-Chevalier. Le château, partiellement détruit, vendu comme bien national à la Révolution, devient, en 1878, une manufacture de céramique « La faïencerie d'art du Mont-Chevalier ». En 1919, la commune de Cannes y installe le musée de la Castre.

## Classement au titre des monuments historiques
La tour du Suquet forme avec la chapelle Sainte-Anne et l'église Notre-Dame-d'Espérance un ensemble classé MH par arrêté du 28 juillet 1937.